# Bitvy o Latrun
Bitvy o Latrun byla série vojenských bitev mezi Izraelskými obrannými silami a jordánskou Arabskou legií na předměstí Latrunu ve dnech 25. května až 18. července 1948 během první arabsko-izraelské války. Latrun získal svůj název po klášteru, který se nachází na křižovatce dvou silnic: z Jeruzaléma do Tel Avivu a z Gazy do Ramalláhu. Za dob britské mandátní Palestiny se klášter stal základnou Palestinské policie typu pevnost Tegart. Na základě plánu OSN na rozdělení Palestiny měla tato oblast připadnout zamýšlenému arabskému státu a od května 1948 byla pod kontrolou Arabské legie. Ovládala jedinou silnici spojující Izraelci ovládanou oblast u Jeruzaléma a zbytek země, čímž se stala strategicky významnou oblastí pro bitvu o Jeruzalém.

## Průběh bitev

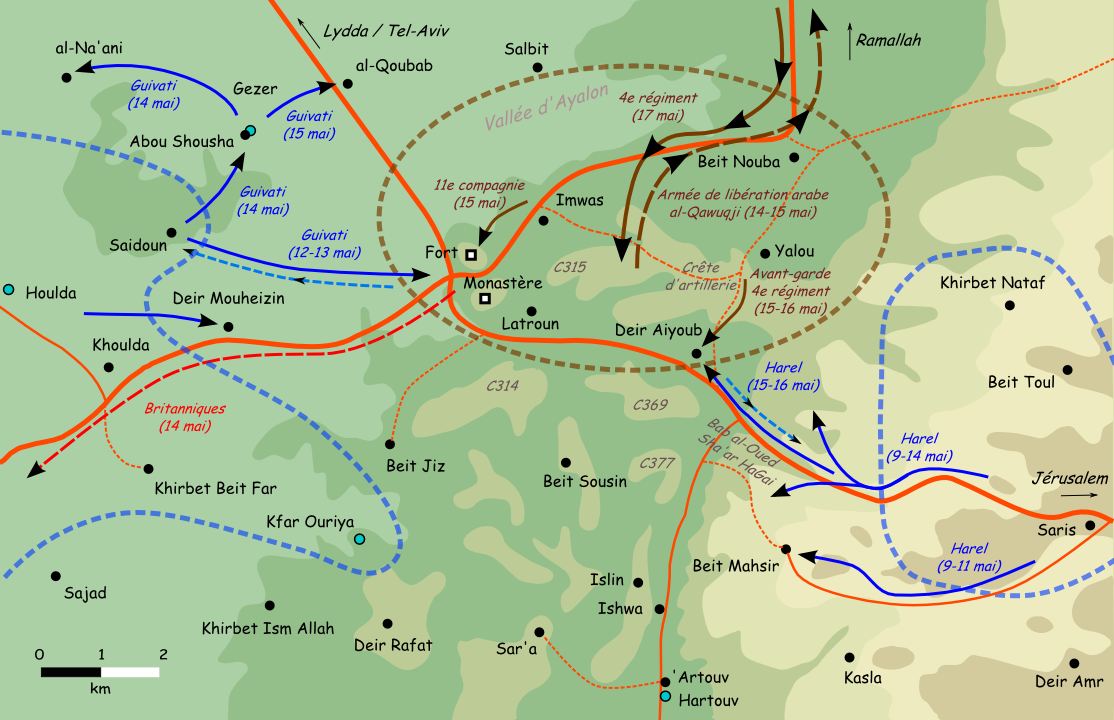
Oblast Latrunu 15. května 1948, na konci Operace Makabi

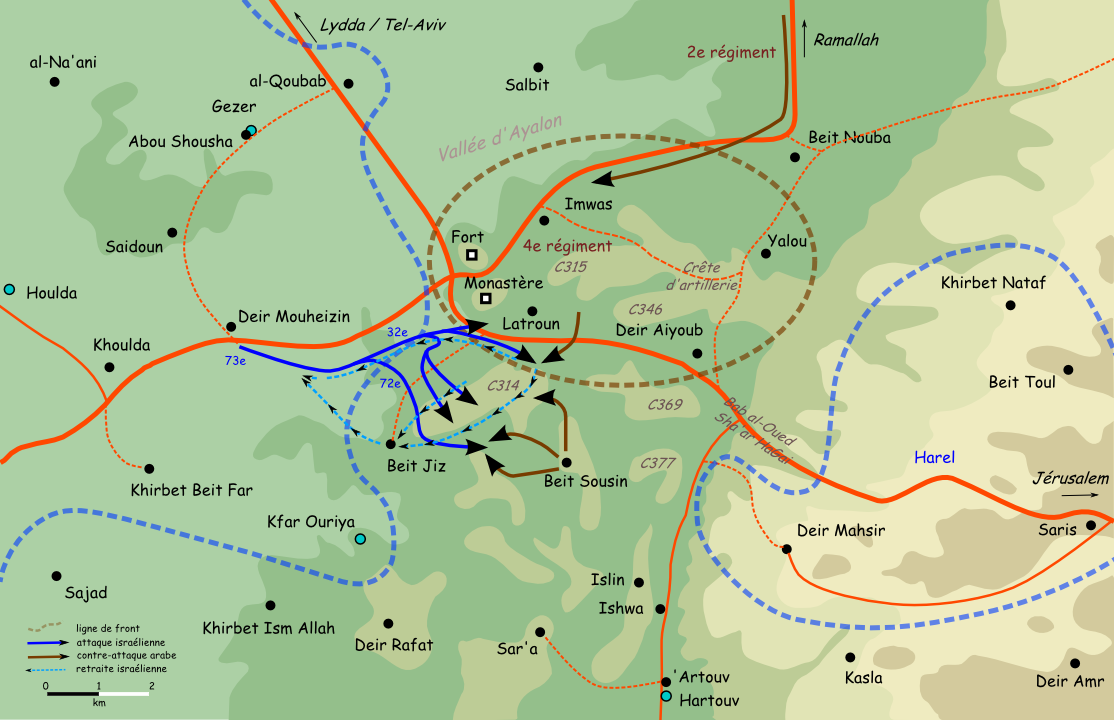
Oblast Latrunu 24. května 1948, Operace Bin Nun

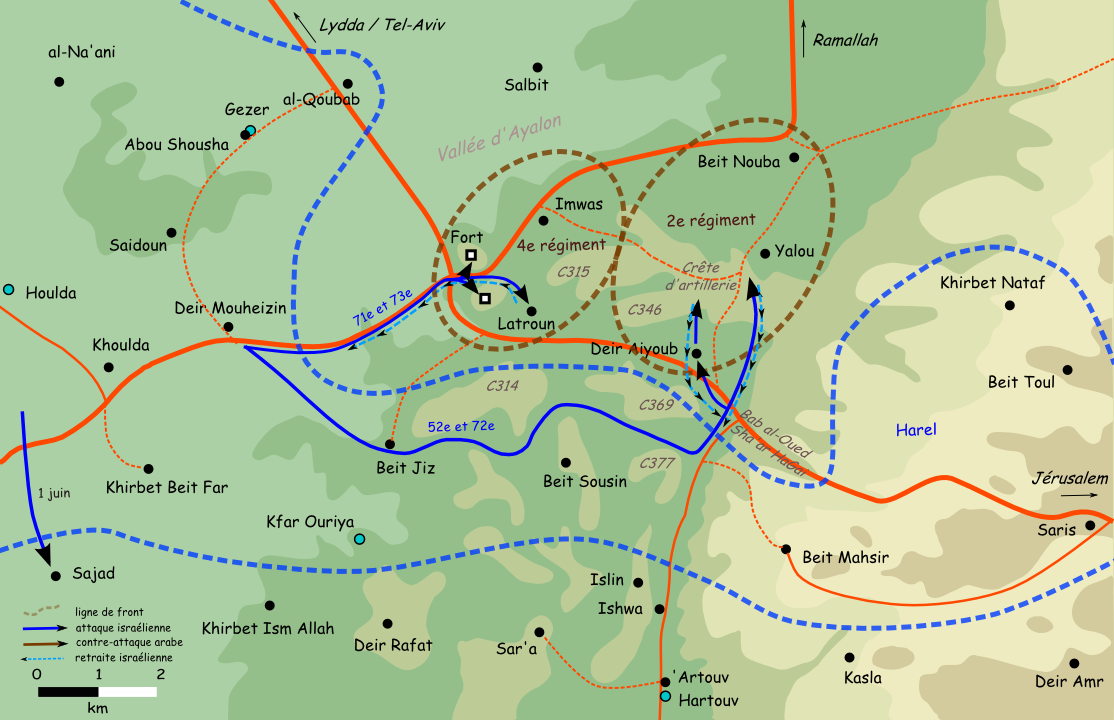
Oblast Latrunu 30. května 1948, Operace Bin Nun Bet

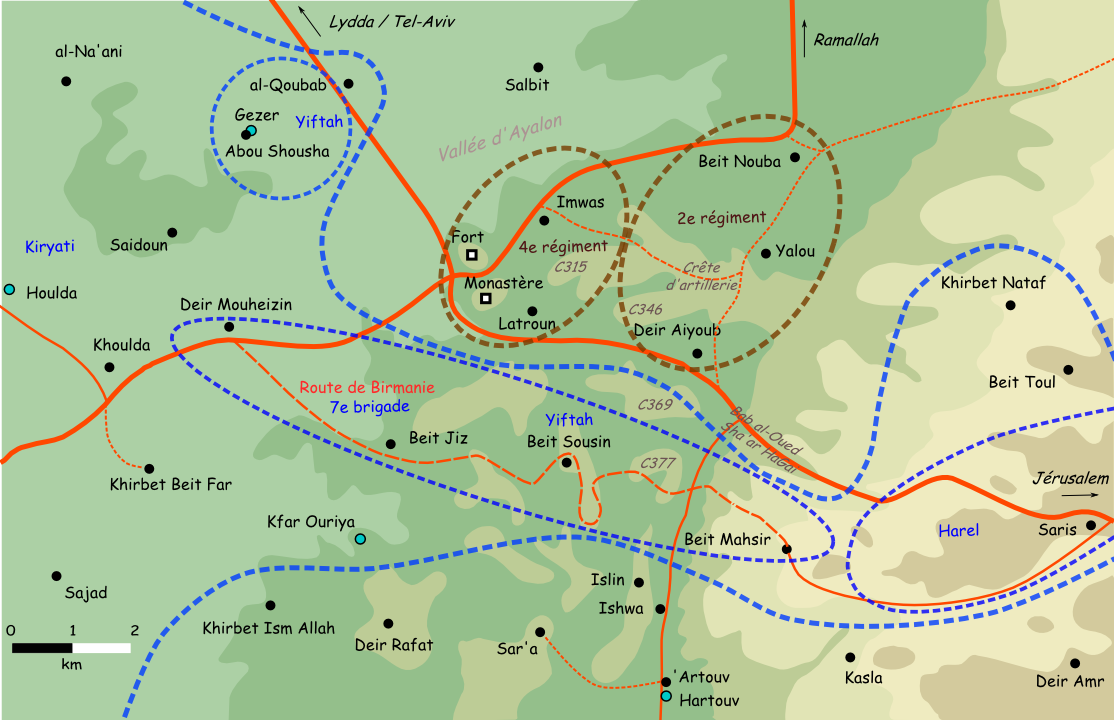
Oblast Latrunu 11. června 1948, izraelská náhradní Barmská cesta

V okolí Latrunu a sousední soutěsky Ša'ar ha-Gaj se už dubnu 1948 odehrávala Operace Nachšon, která dokázala dočasně uvolnit obléhání Jeruzaléma, jehož židovská populace byla stále více odříznuta od zásobování z pobřežní nížiny kvůli arabským útokům ve vesnicích v Judských horách. V květnu pak následovala Operace Makabi, považovaná již za součást bitev o Latrun. Její výsledek ale nebyl přesvědčivý a byť Židé dokázali obsadit některé výšiny nad Ša'ar ha-Gaj, samotný Latrun zůstal v arabském držení.
23. května 1948 následoval první přímý židovský útok na Latrun (Operace Bin Nun). Arabská legie ale dokázala útočníky odrazit. Židovští vojáci byli vystaveni intenzivní střelbě a museli se s četnými ztrátami stáhnout. 26. května navíc Arabové obsadili takzvaný Radarový vrch (Giv'at ha-Radar) v místech dnešního města Har Adar, který umožňoval ze severu kontrolovat pohyb mezi Jeruzalémem a Latrunem. David Ben Gurion přikládal kontrole tohoto regionu mimořádný význam a proto nařídil druhý útok na Latrun, ke kterému došlo 30. května (Operace Bin Nun Bet). Nový plán předpokládal, že útoku se místo brigády Alexandroni zúčastní brigáda Giv'ati. Jako výchozí bod měla použít arabskou vesnici Bajt Susin, odtud vyrazit k dobytí arabských vesnic Dejr Adžub a Yalu, kde by mohla odříznout Latrun od dopravního spojení. Plán zpočátku probíhal úspěšně, ale u vesnice Yalu se Izraelci dostali pod arabskou palbu z Latrunu a byli nuceni se narychlo stáhnout. Kvůli špatné koordinaci ovšem mezitím část židovských jednotek zahájila přímý pokus o dobytí Latrunu, což se jim zčásti povedlo, nicméně bez podpory nebyli schopni v dobývání pokračovat a museli se rovněž stáhnout. Brzy nato se odehrál třetí útok, nyní řízený americkým vojákem Davidem Marcusem. Ani ten neuspěl. Při průzkumu okolí Latrunu ovšem Izraelci zjistili možnost výstavby náhradního silničního spojení s Jeruzalémem, které bylo později realizováno jako takzvaná Barmská cesta (viz níže).
9. června 1948 zahájila čtvrtý útok proti Latrunu Brigáda Jiftach ve spolupráci s jedním praporem brigády Harel (takzvaná Operace Joram). Nástupním prostorem byly výšiny východně od Latrunu, které již byly v izraelském držení. Došlo k sérii zmatků. Brigáda Harel obsadila jinou výšinu, než bylo plánováno a Brigáda Jiftach se pak dostala pod arabskou palbu, když se blížila ke kótě, u které očekávala přátelské jednotky. 10. června Arabové přešli do protiútoku a obsadili dočasně židovskou vesnici Gezer. 11. června pak vstoupilo v platnost příměří mezi oběma válčícími stranami. Latrun zůstal nadále v arabském držení.
V červenci 1948 po vypršení prvního příměří zahájil Izrael sérii ofenzív po celé zemi (takzvané Bitvy deseti dnů). Opětovně se v jejich rámci pokusil i o dobytí Latrunu, když spustil Operaci Danny. Izraelská armáda sice dobyla města Lod a Ramla a podstatně rozšířila své teritorium v pobřežní nížině, Arabská legie v Latrunu nicméně opět odolala. Frontová linie (respektive linie příměří, Zelená linie) mezi Izraelci a Araby se začala formovat do podoby, kterou si pak zachovala v letech 1949–1967, kdy do izraelského teritoria vstupoval dlouhý Latrunský výběžek.

## Dopad bitev u Latrunu
Navzdory minimálně pěti různým útokům proti Latrunu nebyl Izrael schopen jej nikdy během roku 1948 dobýt, a tak zůstal pod jordánskou kontrolou až do šestidenní války. Kvůli kontrole silnice vedoucí do Jeruzaléma bylo znemožněno zásobování tamního židovského obyvatelstva, které bylo obzvláště potřebné během obléhání města. V důsledku toho byla zbudována improvizovaná zásobovací silnice známá jako Barmská cesta, která se Latrunu vyhnula a umožnila zásobování Jeruzaléma. Podle některých zdrojů stály bitvy o Latrun život 168 izraelských vojáků, avšak počty obětí se značně různí. Boje měly též symbolický význam neboť se jich účastnili přeživší holokaust.
Dnes je místo bojů izraelským vojenským muzeem, věnovaným izraelským obrněným sborům a místem památníku Izraelské války za nezávislost.

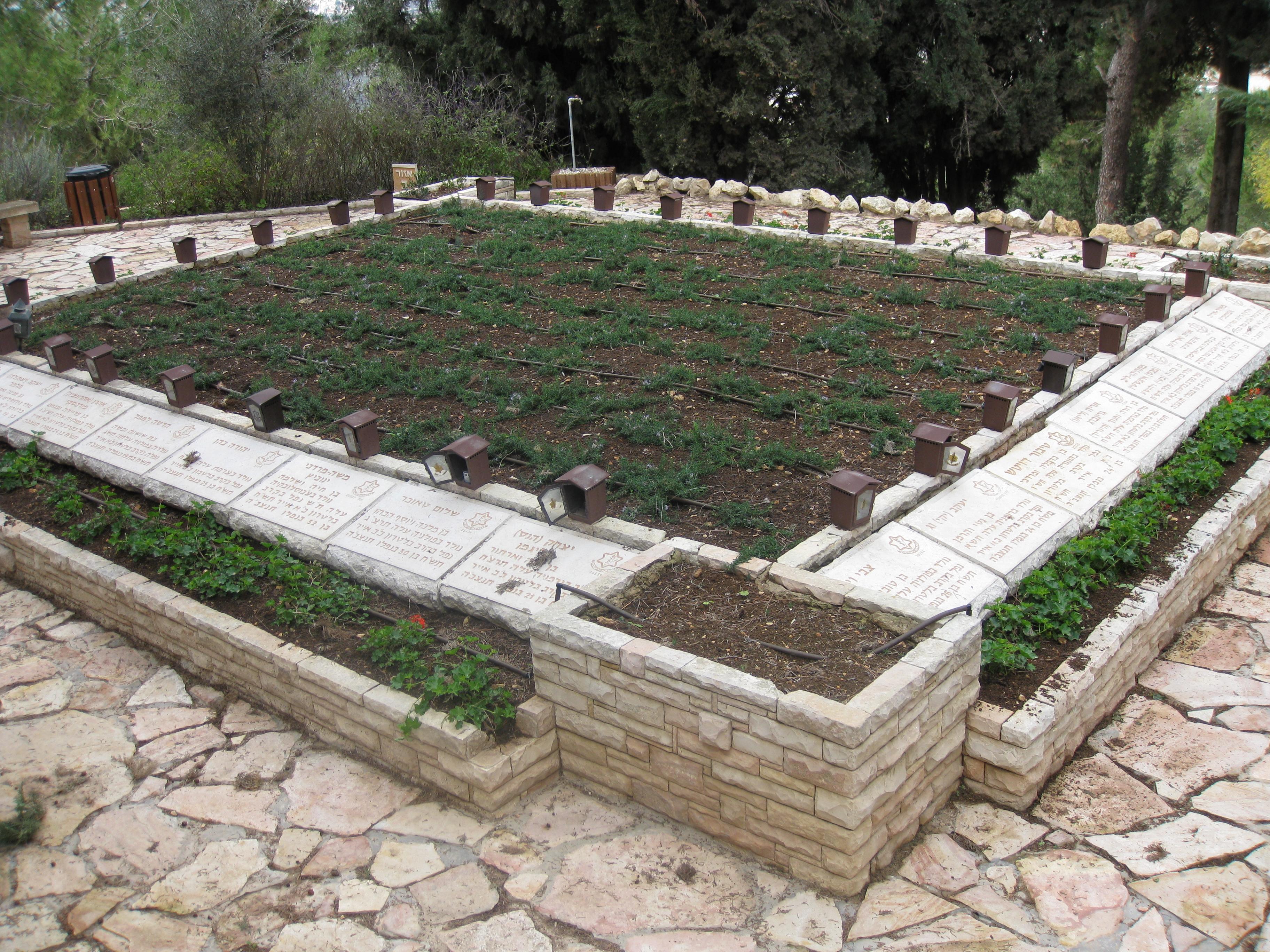
Hroby padlých vojáků z bitvy o Latrun na Herzlově hoře, Jeruzalém